# Yaguajay
Yaguajay – miejscowość gminna w prowincji Sancti Spíritus na Kubie. Została założona 1 stycznia 1879 roku. Obecny dwupiętrowy budynek Urzędu Gminy Yaguajay został otwarty w 1929 roku. Poprzedni budynek został zniszczony w wyniku umyślnego pożaru w roku 1923.
Pochodzenie nazwy Yaguajay ma swoje korzenie w języku indoamerykańskiego ludu arawuak, w którym słowo to oznacza kacyka tych ziem.

## Herb
Herb gminy Yaguajay przedstawia adargę, a także liście wawrzyna szlachetnego. Cały herb otoczony jest elementami znajdującymi się na drzewie dębu, tj. głównie liśćmi i żołędziami. Herb zawiera także ilustrację Słońca, co symbolizuje autonomię, a także młot, symbol robotników, którzy zamieszkują miejscowość. Na herbie znajduje się także worek cukru z napisem "CUBA", co symbolizuje fakt, że z Yaguajay eksportowany jest cukier do całego kraju.

## Położenie geograficzne
Gmina graniczy z siedmioma innymi kubańskimi gminami. Od północy, przez morze z Caibarién, od południa z Jatibonico, Cabaiguán i Taguasco, od zachodu z Chambas i Florencią oraz od wschodu z Remedios i Caibarién.

## Klimat
Średnia temperatura w gminie wynosi 24 °C, ale czasami występują obfite opady deszczu i silne przejściowe cyklony tropikalne.